# Günther Riedel
Günther Riedel (* 3. Januar 1928 in Gersdorf) war ein deutscher Wirtschaftswissenschaftler, ehemaliger Hochschullehrer und Sachbuchautor.

## Leben und Wirken
Günther Riedel stammt aus dem nördlichen sächsischen Erzgebirge und war Sohn von Emil Riedel und Anna geb. Stockmann. Nach dem Schulabschluss studierte er mit dem Abschluss als Diplom-Wirtschaftler. Am 22. November 1955 promovierte er zum Dr. rer. nat. Das Thema seiner Dissertation lautete Zur Kritik der indirekten Kostenverrechnung im Rechnungswesen der volkseigenen Industrie. Er wurde kommissarischer Dozent für Betriebswirtschaftslehre an der Universität Leipzig. In Zusammenhang mit dem Mauerbau verließ er die DDR und ließ sich im Raum Stuttgart nieder, wo er zahlreiche Werke über Betriebswirtschaft publizierte.

## Schriften (Auswahl)
- Zur Kritik der indirekten Kostenverrechnung im Rechnungswesen der volkseigenen Industrie.Leipzig 1955.
- Zur indirekten Kostenverrechnung in den volkseigenen Industriebetrieben. Berlin 1957.
- Rechnungswesen für den Meister. Berlin 1961.
- Kosten, wie erfassen? Stuttgart 1964.
- So macht man Inventur. Stuttgart 1965.
- Betriebsstatistik, wie aufbauen, wie auswerten? Stuttgart 1967.
- Deckungsbeitragsrechnung, wie aufbauen, wie nutzen? Stuttgart 1975.